# Camisano
Camisano ist eine norditalienische Gemeinde (comune) mit 1253 Einwohnern (Stand 31. Dezember 2023) in der Provinz Cremona in der Lombardei. Die Gemeinde liegt etwa 40 Kilometer nordnordwestlich von Cremona und grenzt unmittelbar an die Provinz Bergamo.

## Persönlichkeiten
- Rosolino Bianchetti Boffelli (* 1945), römisch-katholischer Geistlicher, Bischof von Quiché in Guatemala